# Gunnar Krantz
Gunnar Krantz (né le 5 octobre 1962 à Malmö) est un auteur de bande dessinée suédois. Actif depuis le milieu des années 1980, Krantz a travaillé pour tous les supports de presse alternatifs du pays. C'est un des premiers auteurs suédois à avoir fait de la bande dessinée autobiographique.

## Distinction
- 1987 : Prix Urhunden du meilleur album suédois pour Alger
- 2022 : prix Adamson du meilleur auteur suédois pour l’ensemble de son œuvre[1]